# Dordoi-Basar

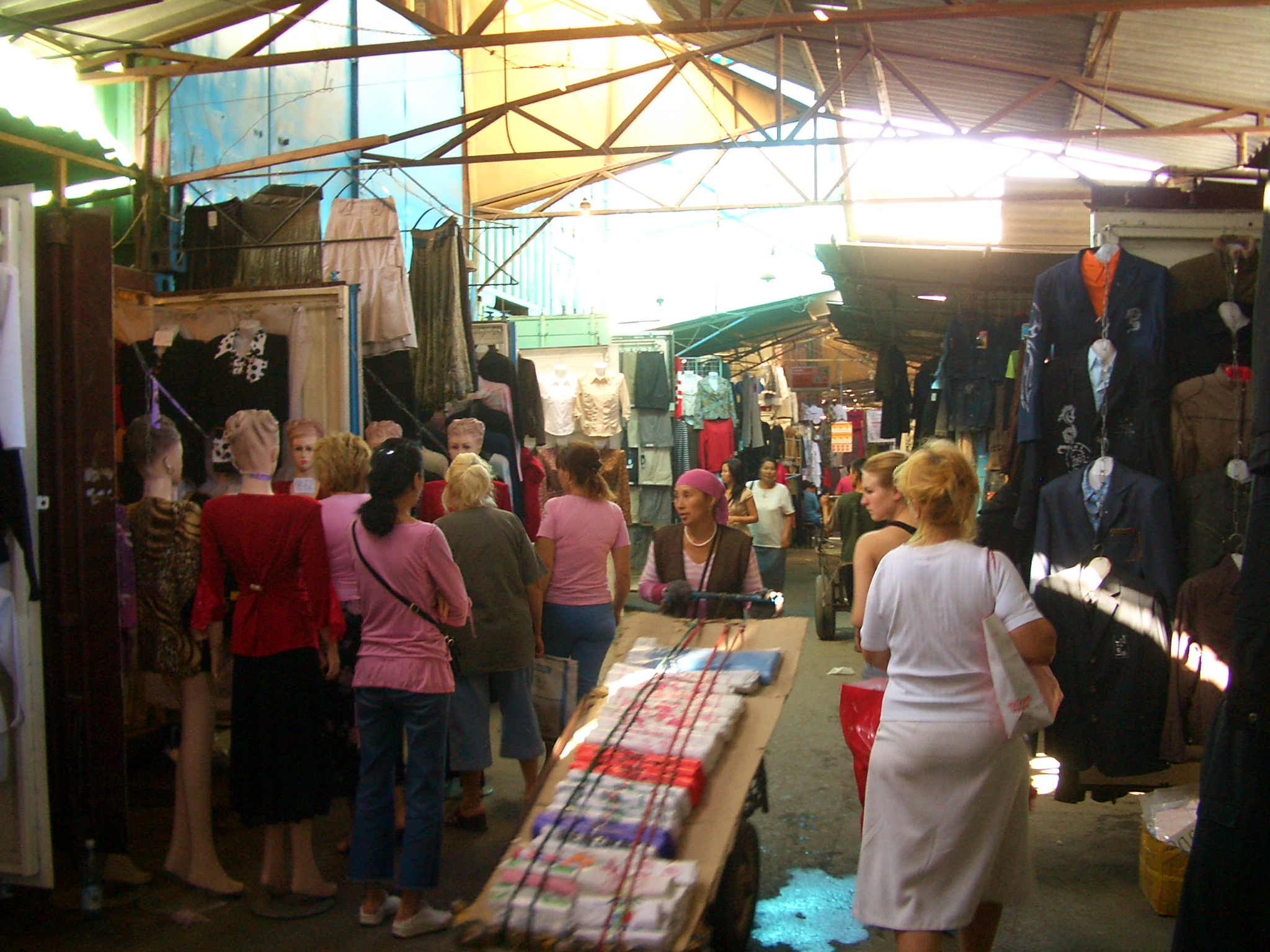
Geschäftiges Treiben auf dem Dordoi-Basar

Der Dordoi-Basar (kirgisisch Дордой Базары) ist ein Markt in der kirgisischen Hauptstadt Bischkek. Er gilt als der größte seiner Art in Zentralasien und ist ein wesentlicher Wirtschaftsfaktor für Kirgisistan.
Der Basar gehört zur Dordoi Association, zu der auch weitere Märkte und Unternehmen gehören. Auch der Fußballverein FK Dordoi Bischkek ist im Besitz der Dordoi Association.

## Lage
Der Dordoi-Basar befindet sich deutlich abseits des Stadtzentrums im Norden Bischkeks. Die Gesamtfläche das Marktes beträgt etwa einen Quadratkilometer. Der Transport der angebotenen Waren zum Basar erfolgt überwiegend mit Lastkraftwagen.

## Geschichte

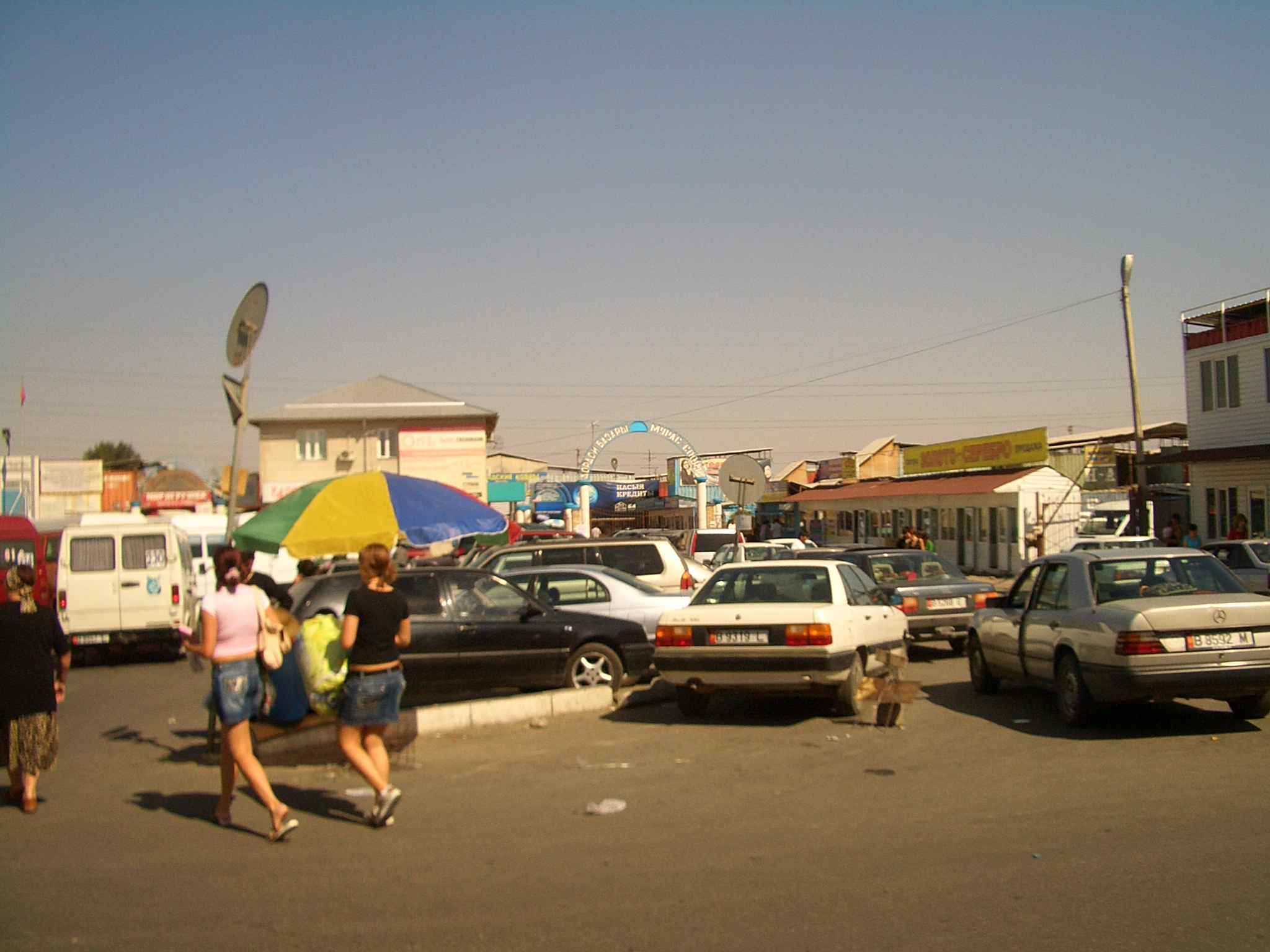
Vor dem Basar

Der Markt wurde 1992 und damit kurz nach der Unabhängigkeit Kirgisistans am 31. August 1991 von Askar Salymbekow gegründet. Salymbekow war zuvor Funktionär bei der Kommunistischen Partei Kirgisistans, wendete sich nach dem Zusammenbruch der Sowjetunion aber dem Kapitalismus zu und gründete den Dordoi-Basar. Anstoß für die Gründung des Markts war insbesondere das mangelhafte Angebot an Kleidung in Kirgisistan, das durch den neuen Basar verbessert werden sollte. Der Markt startete auf einem kleinen Gelände nahe dem Dolen-Omurzakov-Stadion. Der starke Andrang zwang Salymbekow bald, ein neues Gelände zu suchen. Dies fand er mit dem Gelände einer ehemaligen Fabrik zur Verarbeitung von Schafwolle; er kaufte es und siedelte den Markt dort an.
In den folgenden Jahren wuchs der Markt rasant und entwickelte sich zu einem der größten Märkte der Region. 2002 hatten sich bereits 15.000 Stände auf dem Gelände angesiedelt. Dabei profitierte die Entwicklung des Markts vom politischen Einfluss des Gründers Salymbekow und von seinem guten Verhältnis zu Askar Akajew, dem damaligen Präsidenten Kirgisistans. Mit der Tulpenrevolution und dem Beginn der Präsidentschaft Kurmanbek Bakijews verschlechterte sich das Verhältnis des Marktbetreibers zu den Regierungsbehörden. Gleichzeitig konnte sich der Dordoi-Basar als ein vergleichsweise sicherer Handelsort profilieren, der von der organisierten Kriminalität in Kirgisistan weitestgehend verschont blieb.

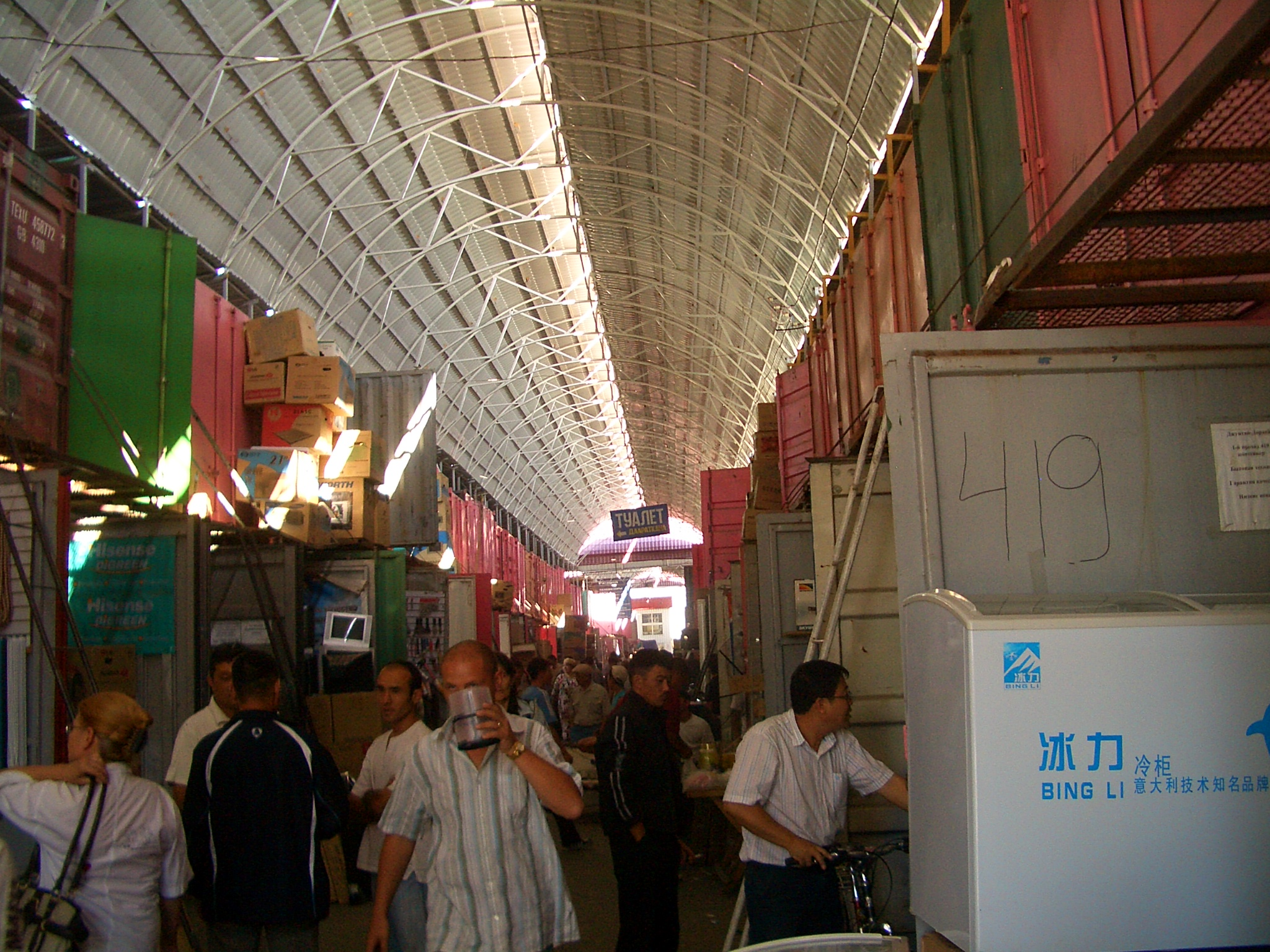
Handel mit Elektrogeräten auf dem Dordoi-Basar

Eine bedeutende Veränderung für den Markt brachte der Beitritt Kirgisistans zur Eurasischen Wirtschaftsunion im Jahr 2015. Damit ging eine Erleichterung der Handelsbeziehung zu den anderen Staaten der Union einher, insbesondere zu den wichtigsten Handelspartnern Russland und Kasachstan. Gleichzeitig befürchteten Händler erschwerte Handelsbeziehungen zur Volksrepublik China.
In seiner Geschichte wurde der Markt immer wieder von Bränden heimgesucht, unter anderem am 5. April 2008, als morgens ein Feuer ausbrach, das von der Feuerwehr von Bischkek und der hinzugezogenen Nationalgarde erst gegen 16:00 Uhr endgültig gelöscht werden konnte.
Im Zuge der COVID-19-Pandemie in Kirgisistan wurde der Basar vorübergehend geschlossen, konnte aber im Zuge der Lockerung der verhängten Maßnahmen am 25. Mai 2020 wieder öffnen.

## Angebot
Den Schwerpunkt des Angebots auf dem Dordoi-Basar stellt der Handel mit Kleidung dar. Mit der Entwicklung des Markts zu einer Drehscheibe im eurasischen Handel hat sich aber auch das Warenangebot deutlich vergrößert. Zahlreiche chinesische Waren kommen über den Dordoi-Basar nach Zentralasien und Russland; häufig werden auf dem Dordoi-Basar erworbene Waren auch in anderen Staaten weiterverkauft. So werden heute unter anderem Elektrogeräte, Haushaltsgeräte, Teppiche, Autoteile, Möbel und Nahrungsmittel verkauft.

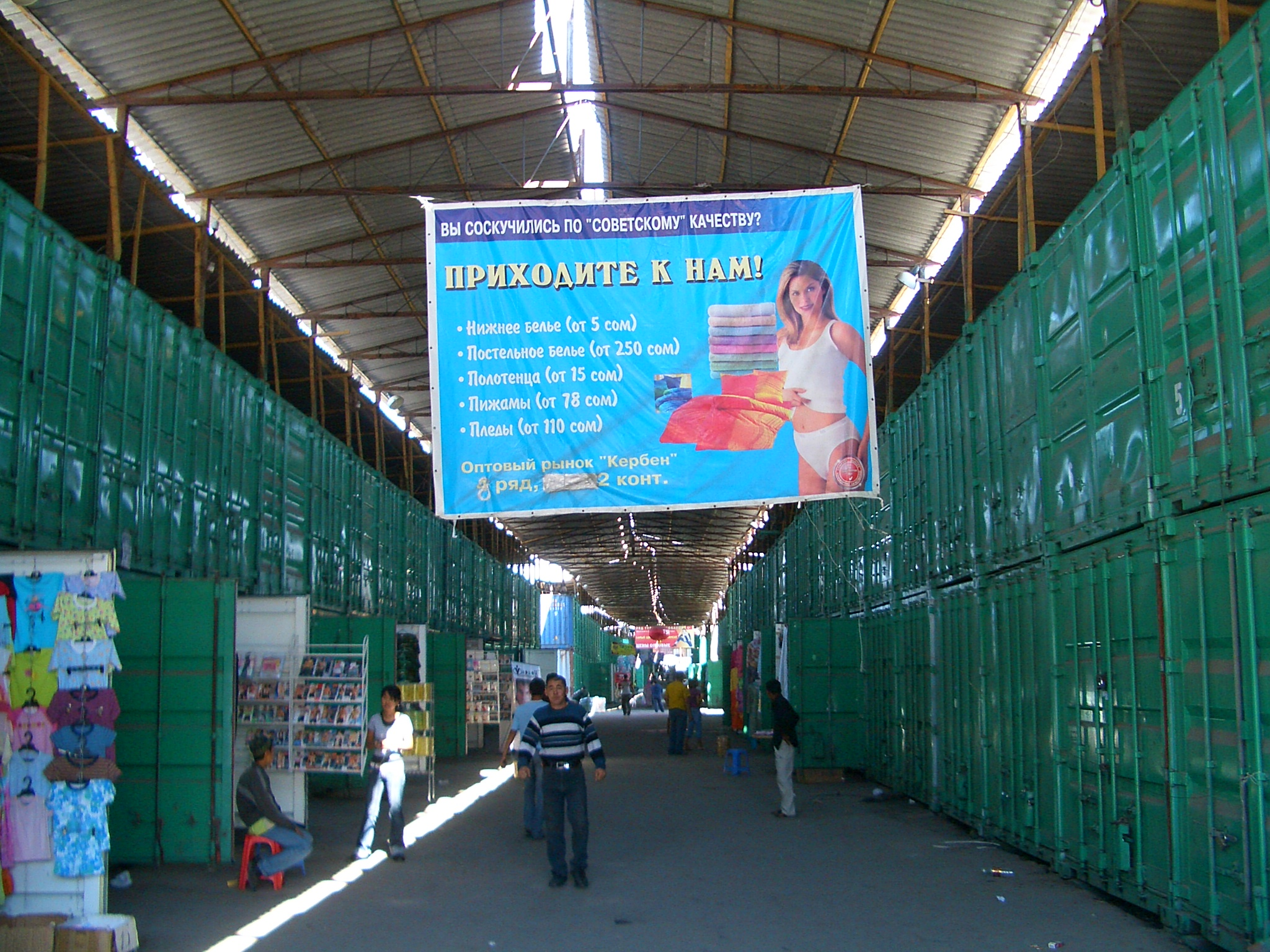
Aneinandergereihte Container als Marktstände

Die Waren werden dabei vor allem aus Containern heraus verkauft, die an langen Gassen aneinandergereiht sind. Der typische Stand auf dem Dordoi-Basar umfasst zwei aufeinandergestellte Container, wobei der untere als Verkaufsfläche und der obere als Lager dient. Schätzungsweise 30.000 dieser Container bilden den Dordoi-Basar.

## Bedeutung
Der Basar ist auf Grund seiner immensen Größe ein bedeutender Wirtschaftsfaktor für Kirgisistan und spielt eine wichtige Rolle insbesondere beim Handel mit chinesischen Konsumgütern in Russland und umliegenden Staaten. Im Jahr 2009 waren nach Angaben der Weltbank 150.000 Arbeitsplätze direkt oder indirekt von dem Dordoi-Basar abhängig. Der Jahresumsatz des Basars wird auf zirka drei Milliarden US-$ geschätzt, was ihn zu einem herausragenden Faktor in der kirgisischen Wirtschaft macht.